# Pilot (magazine)
Pilot est un mensuel aéronautique britannique.

## Généralités
Fondé en 1970, Pilot est le magazine mensuel aéronautique de référence au Royaume-Uni. Il a plusieurs fois été primé pour sa qualité éditoriale.
Il ne faut pas confondre Pilot avec Pilot journal, qui est un magazine aéronautique américain édité par Werner Publishing Home.

## Rédaction
La rédaction du magazine Pilot est notamment constituée d'un certain nombre de personnages majeurs de la scène aéronautique mondiale. On peut notamment citer :
- James Allan
- Derek et Mo Jones
- Bernard Chabbert